# Caranx
Caranx es un género de peces de la familia Carangidae en el orden de los Perciformes.

## Especies
Las especies de este género son:
- Caranx bucculentus Alleyne & W. J. Macleay, 1877
- Caranx caballus Günther, 1868
- Caranx caninus Günther, 1867
- Caranx crysos (Mitchill, 1815)
- Caranx fischeri Smith-Vaniz & K. E. Carpenter, 2007
- Caranx heberi (J. W. Bennett, 1830)
- Caranx hippos (Linnaeus, 1766)
- Caranx ignobilis (Forsskål, 1775)
- Caranx latus Agassiz, 1831
- Caranx lugubris Poey, 1860
- Caranx melampygus G. Cuvier, 1833
- Caranx papuensis Alleyne & W. J. Macleay, 1877
- Caranx rhonchus É. Geoffroy Saint-Hilaire, 1817
- Caranx ruber (Bloch, 1793) (bar jack)
- Caranx senegallus G. Cuvier, 1833 (Senegal jack)
- Caranx sexfasciatus Quoy & Gaimard, 1825
- Caranx tille G. Cuvier, 1833 (tille trevally)
- Caranx vinctus D. S. Jordan & C. H. Gilbert, 1882